# Бюлдер, Эверт
Эверт Бюлдер (нидерл. Evert Bulder; 24 декабря 1894, Гронинген — 21 апреля 1973, Херенвен, Фрисландия) — нидерландский футболист, нападающий, выступал за клуб из Гронингена «Бе Квик 1887».
В составе национальной сборной Нидерландов провёл один матч. Бронзовый призёр летних Олимпийских игр 1920 года. Дебютировал 5 сентября 1920 года в матче против Испании, завершившемся поражением нидерландцев со счётом 1:3.
Старший брат Эверта Яп Бюлдер тоже был футболистом, он также выступал за «Бе Квик 1887» и сборную Нидерландов, на его счету шесть голов в шести матчах, однако ему не удалось сыграть вместе с братом.

## Статистика

### Матчи Бюлдера за сборную Нидерландов
| Матчи Бюлдера за сборную Нидерландов | Матчи Бюлдера за сборную Нидерландов | Матчи Бюлдера за сборную Нидерландов | Матчи Бюлдера за сборную Нидерландов | Матчи Бюлдера за сборную Нидерландов | Матчи Бюлдера за сборную Нидерландов |
| ------------------------------------ | ------------------------------------ | ------------------------------------ | ------------------------------------ | ------------------------------------ | ------------------------------------ |
| №                                    | Дата                                 | Соперник                             | Счёт                                 | Голы Бюлдера                         | Соревнование                         |
| 1                                    | 5 сентября 1920                      | Испания                              | 1:3                                  | —                                    | Олимпийские игры 1920                |

Итого: 1 матч / 0 голов; 0 побед, 0 ничьих, 1 поражение.